# Бенайм
Бена́йм (фр. Beinheim) — коммуна на северо-востоке Франции в регионе Гранд-Эст (бывший Эльзас — Шампань — Арденны — Лотарингия), департамент Нижний Рейн, округ Агно-Висамбур, кантон Висамбур. До марта 2015 года коммуна административно входила в состав упразднённого кантона Сельц (округ Висамбур).
Площадь коммуны — 15,23 км², население — 1881 человек (2006) с тенденцией к стабилизации: 1871 человек (2013), плотность населения — 122,9 чел/км².

## Население
Население коммуны в 2011 году составляло 1857 человек, в 2012 году — 1873 человека, а в 2013-м — 1871 человек.
| 1962 | 1968 | 1975 | 1982 | 1990 | 1999 | 2006 | 2008 | 2011 | 2012 | 2013 |
| ---- | ---- | ---- | ---- | ---- | ---- | ---- | ---- | ---- | ---- | ---- |
| 975  | 1045 | 1268 | 1457 | 1556 | 1790 | 1881 | 1900 | 1857 | 1873 | 1871 |

Динамика населения:

## Экономика
В 2010 году из 1379 человек трудоспособного возраста (от 15 до 64 лет) 1100 были экономически активными, 279 — неактивными (показатель активности 79,8 %, в 1999 году — 75,1 %). Из 1100 активных трудоспособных жителей работали 993 человека (543 мужчины и 450 женщин), 107 числились безработными (61 мужчина и 46 женщин). Среди 279 трудоспособных неактивных граждан 69 были учениками либо студентами, 110 — пенсионерами, а ещё 100 — были неактивны в силу других причин.

## Достопримечательности (фотогалерея)

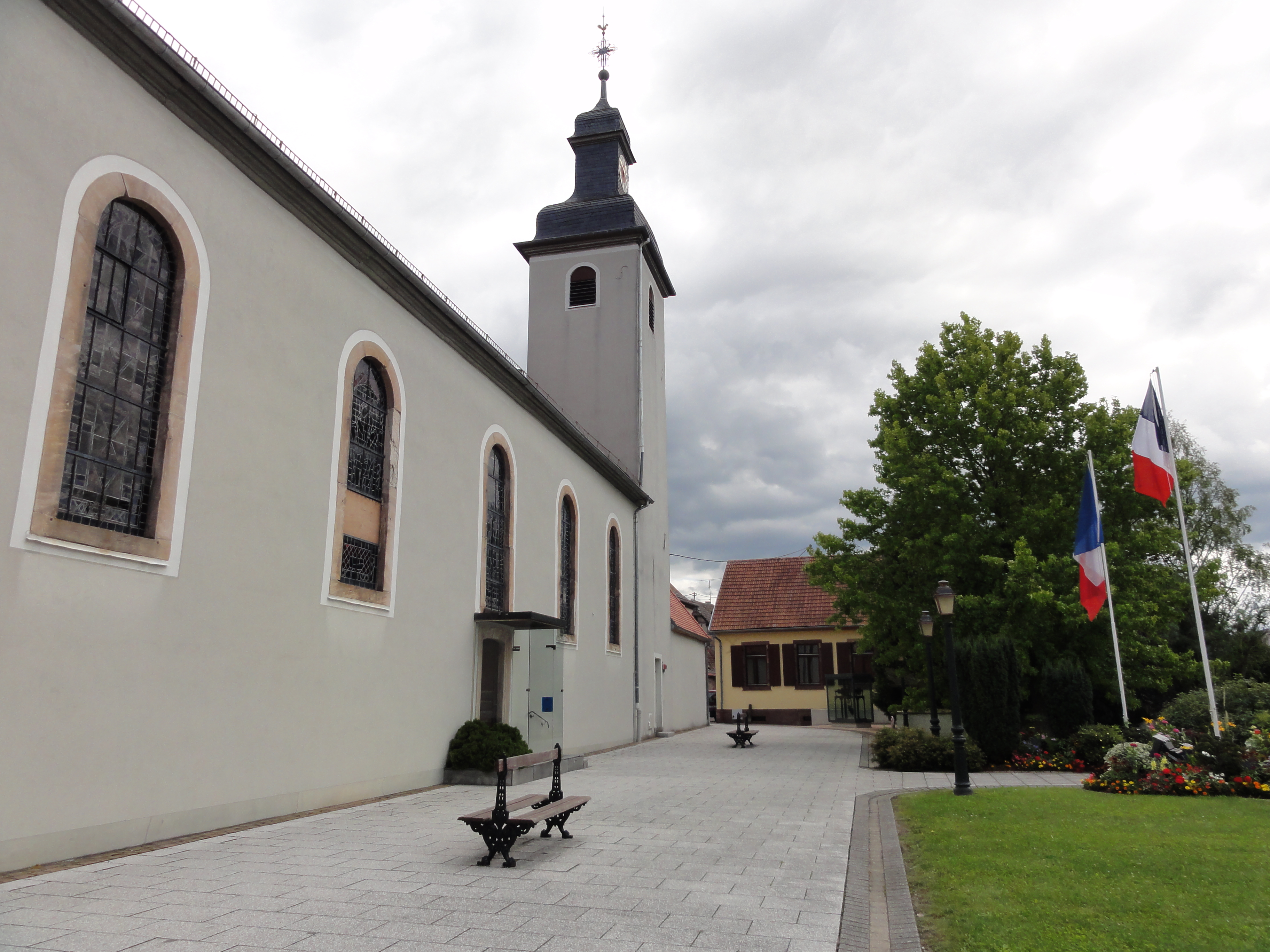
Церковь Святого Креста
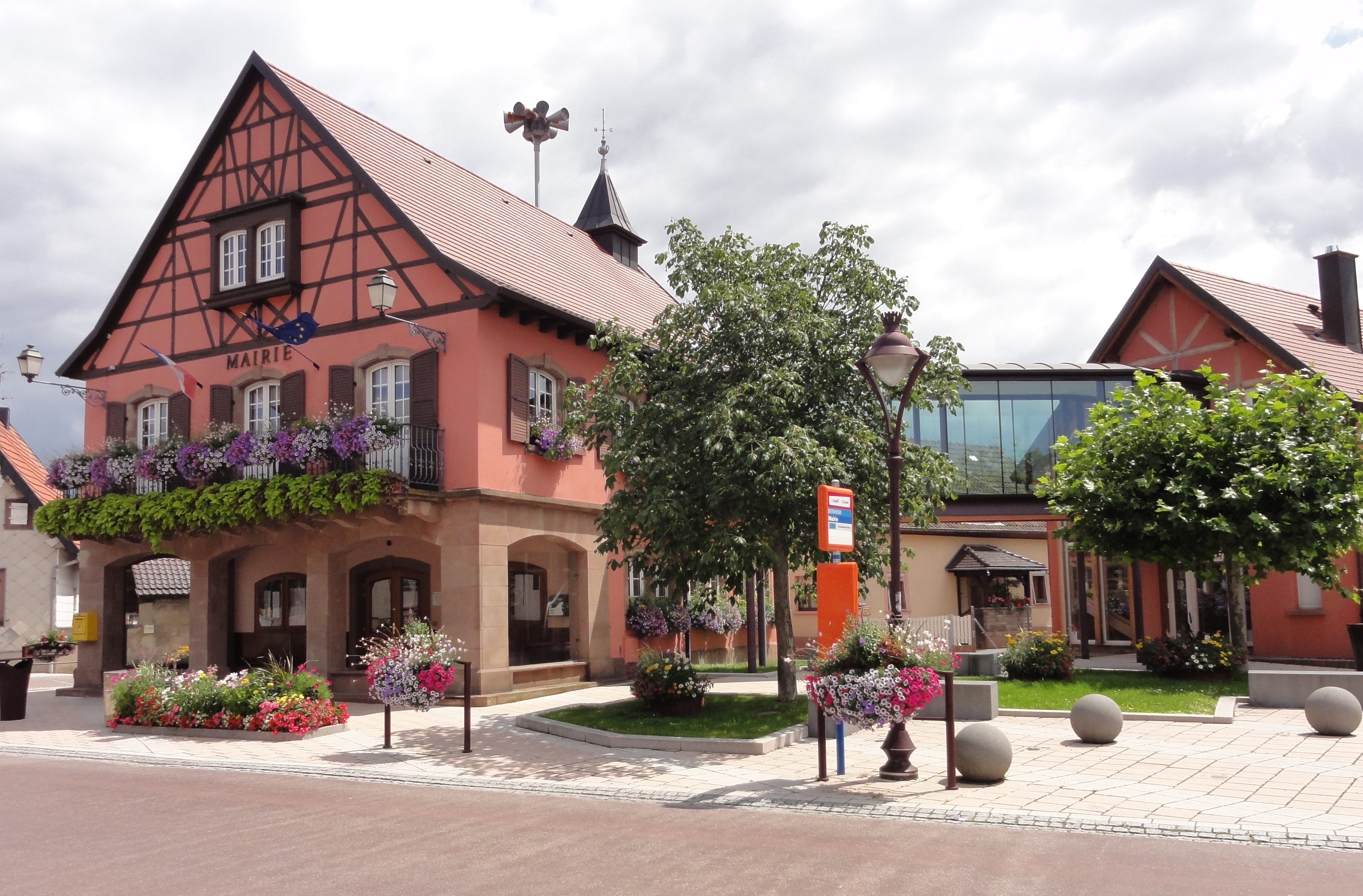
Здание мэрии
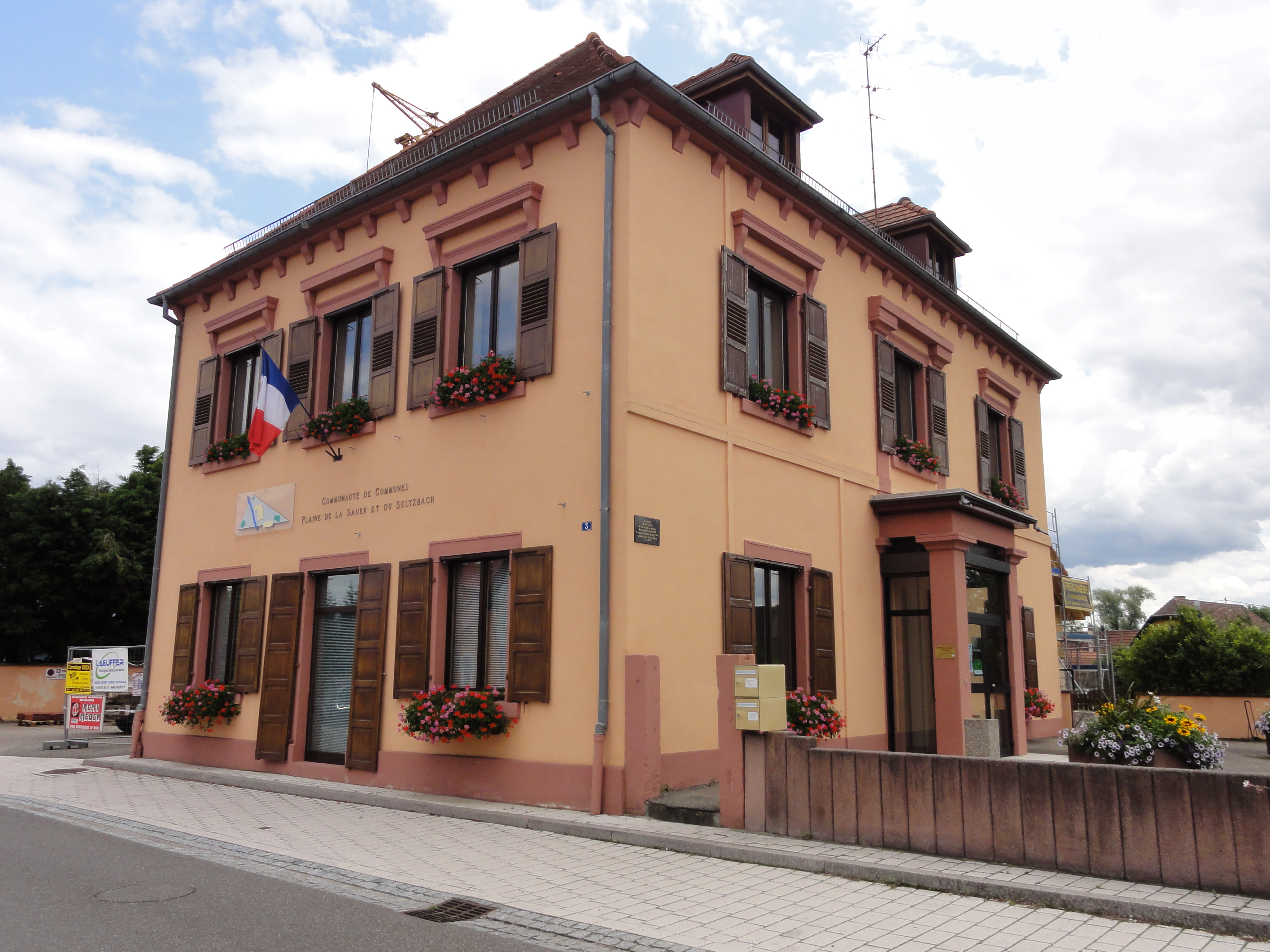
Резиденция генерала Шрамма
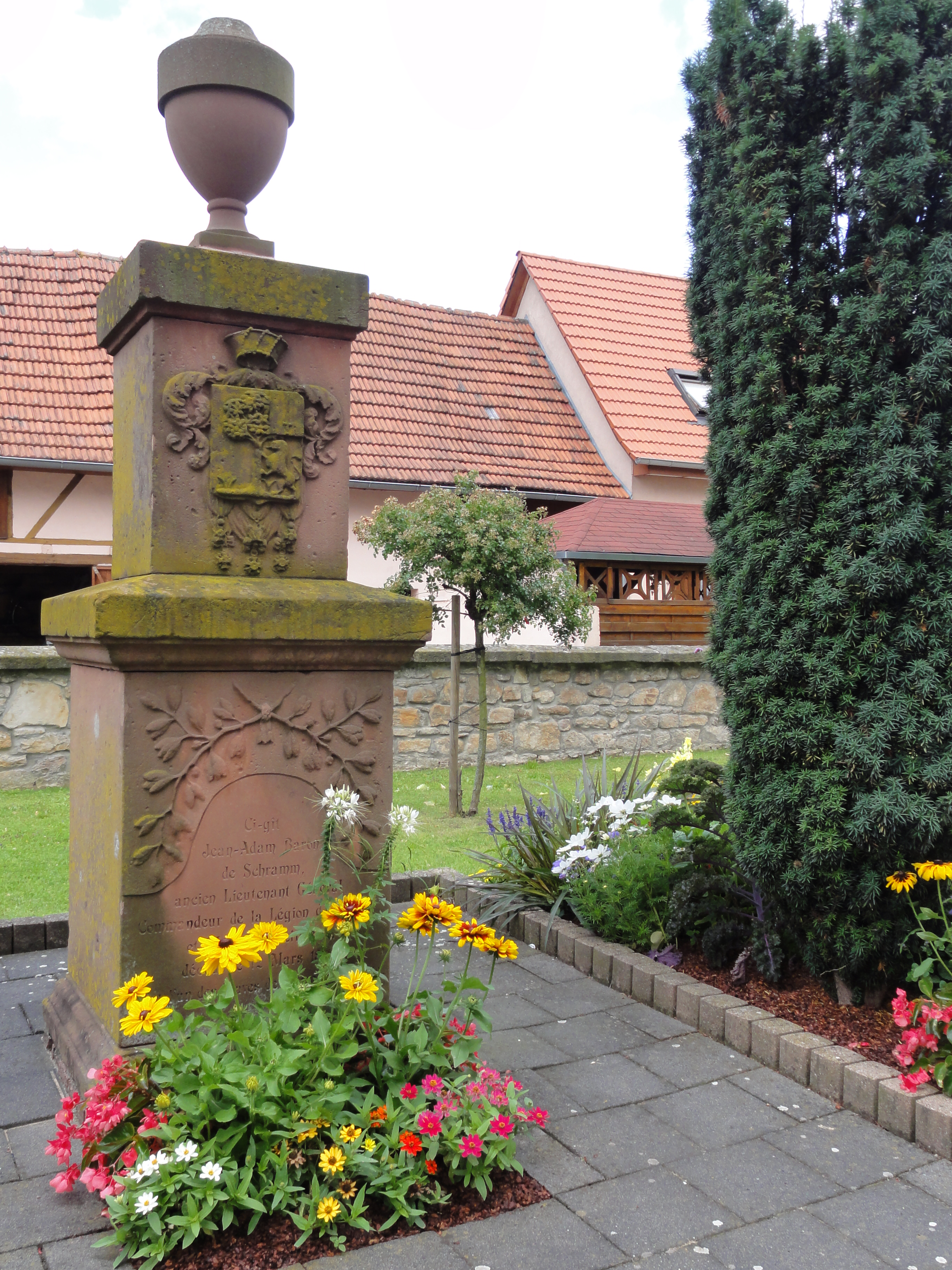
Могила генерала Шрамма (1826)